# 東海道江尻田子の浦略図
「東海道江尻田子の浦略図」（とうかいどうえじりたごのうらりゃくず）は、葛飾北斎の名所浮世絵揃物『冨嶽三十六景』全46図中の1図。落款は「前北斎為一筆」とある。

## 概要
本作品は「駿州江尻」と同じく静岡県静岡市清水区に存在した東海道五十三次の宿場町である江尻宿をテーマとした一図であるとされている。遠景には富士山とともに三保の松原と思われる緑の地が描かれており、浜辺には塩田で働く庶民の姿が小さく描かれている。手前側には太平洋の荒波の間に浮かぶ四艘の船が富士山の稜線と相似した形で大小描かれている。
題名には江尻とある一方で田子の浦とも併記されており、田子の浦は現代においては富士市の吉原駅近郊にある田子の浦港を指し、古来は清水区にある薩埵峠のふもとから蒲原町近郊の海岸あたりを指した。これらは江尻宿からの距離はかなり離れているため、作品のもととなった場所については吉原宿や由比宿などの風景であるとする説など、諸説ある。日野原健司は、歌川広重が『東海道五十三次』「江尻　田子の浦　三保の松原」において描いた塩田の風景と、北斎が『東海道五十三次』「蒲原」において描いた塩田風景および本作品の塩田風景などの一致から、江尻宿近郊の清水湊の沖合から由比・蒲原方面を望んだ風景ではないかと推察している。
| 左歌川広重『東海道五十三次』「江尻 田子の浦 三保の松原」中葛飾北斎『東海道五十三次』「蒲原」右同じ構図で左下に歌人が描かれた『富嶽百景』二編「文邊の不二」   |  | 左歌川広重『東海道五十三次』「江尻 田子の浦 三保の松原」中葛飾北斎『東海道五十三次』「蒲原」右同じ構図で左下に歌人が描かれた『富嶽百景』二編「文邊の不二」 |  | 左歌川広重『東海道五十三次』「江尻 田子の浦 三保の松原」中葛飾北斎『東海道五十三次』「蒲原」右同じ構図で左下に歌人が描かれた『富嶽百景』二編「文邊の不二」 |
| 左歌川広重『東海道五十三次』「江尻 田子の浦 三保の松原」 中葛飾北斎『東海道五十三次』「蒲原」 右同じ構図で左下に歌人が描かれた『富嶽百景』二編「文邊の不二」 |  | |  | |

また、題名の「略図」についてはやつしと解釈し、『万葉集』の山部赤人による和歌「田子の浦ゆ打ち出でてみれば真白にぞ富士の高嶺に雪は降りける」や、『拾遺和歌集』にある大中臣能宣の和歌「田子の浦に霞の深く見ゆるかな藻塩の煙立ちや添ふらん」を当世風に表現した作品ではないかとする説もある。また、後年の作品である『富嶽百景』二編「文邊の不二」は本作品とほぼ同じ構図で歌人が描かれていることから、古典和歌を見立てたということがより明確に表現されている。